# Marcus Cetius Faventinus
Marcus Cetius Faventinus verfasste wahrscheinlich im 3. Jahrhundert eine Fachschrift in lateinischer Sprache über verschiedene Themenkreise der Architektur und des Bauwesens. Er stützte sich dabei weitgehend auf die Zehn Bücher über Architektur (De architectura libri decem) des Vitruv.

## Der Autor
Zwei Handschriften tragen den Titel M. Ceti Faventini artis architectonicae privatis usibus adbreviatus liber. Lediglich daraus kann der Name erschlossen werden. Da einerseits Faventinus das Werk Vitruvs, das im 1. Jahrhundert v. Chr. erstellt wurde, benutzt und andererseits Palladius im 4. Jahrhundert n. Chr. die Schrift verwendet, ist die Lebenszeit des Autors auf dieses Zeitintervall eingeschränkt. Weitere Informationen gibt es nicht. Der Autor beruft sich in seiner Schrift nicht auf eigene Erfahrungen und gibt keine autobiographischen Details preis. Im knappen Vorwort äußert er die Absicht, mediocri sermone (= in Umgangssprache) privatis usibus (= für den privaten Gebrauch, d. h. für den einfachen Bauherrn oder Baumeister) zu schreiben. Daher kann man vermuten, dass er eher ein Mann der Praxis als der Theorie war.

## Der Inhalt
Faventinus gliedert sein Buch in 29 Abschnitte sehr unterschiedlicher Länge. Häufig wird ein Thema in mehreren aufeinanderfolgenden Abschnitten behandelt. Er beschreibt einen großen Teil der Techniken, die beim Bau eines Hauses benötigt werden, wie Herstellen von Kalk, Ziegeln, Errichten von Mauerwerk, Zubereitung von Bauholz. Auch die Bereitstellung von Wasser durch Brunnenbau oder Aquädukte, die Ausrichtung eines Hauses zu den Windrichtungen (mit Windrose), die Planung eines Bades wird gelehrt. Alle Angaben sind kurz und sachlich ohne poetisches oder sonstiges Beiwerk. Im letzten Kapitel wird die Konstruktion einer Sonnenuhr praxisnah dargestellt – ohne astronomische Erläuterungen, wie sie Vitruv bringt – weil die meisten nur wissen wollen, wie spät es ist (...quota sit solum requirunt).

## Beziehung zu denDe architectura libri decemdes Vitruv
In seinem Vorwort bezieht sich Faventinus auf Vitruv und alii auctores (andere Autoren). Tatsächlich benutzt Faventinus aber überwiegend Vitruv als Quelle. Lediglich in Kapitel 29 De horologii institutione (= Über den Bau von Zeitanzeigern) verwendet Faventinus für einen längeren Text eine andere Quelle, obwohl Vitruv das Thema auch behandelt. Faventinus verzichtet auf alle Themen, die sich auf öffentliche Bauwerke beziehen, wie Vitruvs Buch 3 Über Tempel und es fehlen auch alle Bereiche, die nur mittelbar mit der Baukunst zu tun haben, wie Vitruvs Buch 5, Kapitel 4 Die Lehre von der Harmonie.
Aber Faventinus setzt auch eigene Akzente und weicht immer wieder von Vitruv ab. Ein Beispiel dafür ist Kapitel 28 De normae inventione (= Die Konstruktion des rechten Winkels). Vitruv behandelt das Thema im Vorwort zu Buch IX und zieht dazu den Satz des Pythagoras heran. Faventinus gibt ungenau und ohne Bezug auf einen griechischen Mathematiker, aber praktisch an

Sumantur itaque tres regulae, ita duae sunt pedibus binis et tertia habeat pedes duo unicas X...facientes trigoni

„Man nimmt 3 Lineale, zwei von 2 Fuß, eines von 2 Fuß 10 Zoll...und bildet ein Dreieck“

## Überlieferung und Weiterleben
In drei mittelalterlichen Handschriften folgt unmittelbar auf das Werk Vitruvs der hier besprochene Text unter der Überschrift De diversis fabricis architectonicae. In zwei weiteren Handschriften wird er nicht in diesem direkten Zusammenhang mit dem Vitruvtext unter dem Titel M. Ceti Faventini artis architectonicae privatis usibus adbreviatus liber überliefert. Im Mittelalter war der Name Faventinus im Gegensatz zu Vitruv in Vergessenheit geraten. Intensive Textvergleiche zeigen aber, dass sich sowohl die Texte des Palladius als auch des Isidor von Sevilla nicht von Vitruv, sondern direkt von Faventinus herleiten.

## Textausgaben
- Valentin Rose: Vitruvii de architectura libri decem, Teubner, Leipzig 1867, S. 285–313: De diversis fabricis architectonicae (Volltext).
- Fritz Krohn: Vitruvii de architectura libri decem. Teubner, Leipzig 1912, S. 262–283.
- Hugh Plommer: Vitruvius and later Roman building manuals, Cambridge 1973, S. 39–85 (mit englischer Übersetzung).
- Marie-Thérèse Cam: Cetius Faventinus. Abrégé d'architecture privée (= Collection des universités de France. Série latine 363). Les Belles Lettes, Paris 2001, ISBN 978-2-251-01423-4 (mit französischer Übersetzung).
- Kai Brodersen und Christiane Brodersen: Cetius Faventinus. Das römische Eigenheim / De architectura privata, lateinisch und deutsch. Marix-Verlag, Wiesbaden 2015, ISBN 978-3-7374-0998-8.